# Thuidium campanulatum
Thuidium campanulatum là một loài rêu trong họ Thuidiaceae. Loài này được Mitt. mô tả khoa học đầu tiên năm 1869.